# 小橋賢児

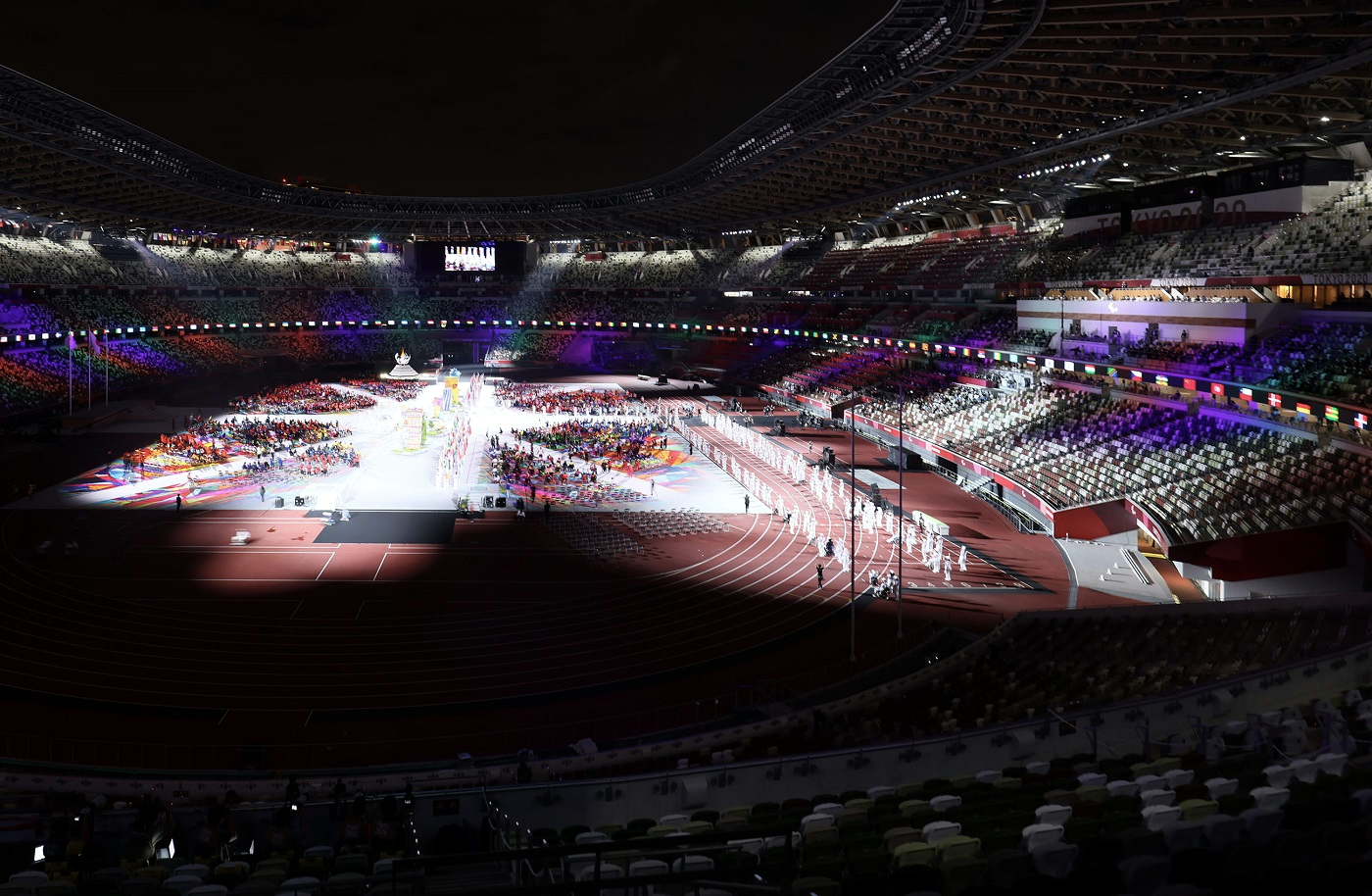
総合演出を担当した東京パラリンピック閉会式

小橋 賢児（こはし けんじ、1979年8月19日 - ）は、日本のクリエイティブディレクター、音楽イベントプロデューサー。The Human Miracle株式会社代表取締役。元俳優、映画監督である。妻はファッションデザイナー荻原桃子。1児の父。東京都大田区出身。血液型はA型。

## 経歴

### 芸能界
東京都大田区生まれ。家は裕福ではなく住んでいた家は戦時中から残るオンボロ。畳も床もところどころ抜けてゴキブリもネズミも出る。両親は共働きでいつも家にいなかった。学校から帰ると「これ温めて食べなさい」と置き手紙があり、兄と2人で食事をしていた。いつも親がいなくて携帯電話もメールもない。なんでも自分の思ったことを実行する、創意工夫をして遊ぶクセがついた。
小学校3年生 8才だった1988年（昭和63年）、テレビ朝日『パオパオチャンネル』のオーディションに合格、同番組への出演で芸能界デビューした。その後『打ち上げ花火、下から見るか? 横から見るか?』で岩井俊二監督と出会ったことで芝居が楽しくなり俳優に対する意識が変わった。翌年の1994年（平成6年）『人間・失格〜たとえばぼくが死んだら』が社会現象になる人気ドラマになったことで環境がガラリと変わる。全国的に一挙に顔を知られることとなり、ある日を境に段ボール二箱分のファンレターが届くようになった。
その後はテレビドラマ『若葉のころ』、『青の時代』、『ちゅらさん』などにも出演した。
20代半ばから30代を考え出したとき「このままは俳優を続けていけば、それなりに暮らせて自分のポジションを築ける。しかし俳優を『しなければいけない』という感覚があり苦しかった。ロボットのように生きて、これが自分の人生なのか」と思うと怖くなり、自分の心を動かす旅に出る決心をする。

### 起業
2007年（平成19年）27歳で俳優活動を突如休業し、渡米した。その後、世界中を旅しながら多様な文化に触れる事でインスパイアをうけ、映画やイベント製作を始める。
2009年（平成21年）には日本に帰国し、イタリア、スペイン、アイルランドとの合作映画『Imago Mortis』（監督、Stefano Bessoni）に出演した。2011年（平成23年）SKIPシティ国際Dシネマ映画祭にてSKIPシティアワードとSKIPシティDシネマプロジェクトをW受賞した。2012年夏、作家・自由人の高橋歩の旅に同行し、制作した映画「DON'T STOP!」で映画監督デビューとなる。
ファッションブランド「Soareak」のPV監督やDJを経て、イベントプロデュース会社の社長に転身した。
2016年（平成28年）7月、自身が代表取締役を務める「LeaR(リアル) 株式会社」を設立（2021年7月、The Human Miracle（ザ・ヒューマンミラクル）株式会社に社名変更）。
2021年（令和3年）9月5日に実施された、2020年東京パラリンピックの閉会式にて総合演出を担当。7月に未来型エンターテインメントに特化したスタジオ「Sky Studio」設立、人々の心をゼロにする新規事業プロジェクト「0%」を同時に発表。10月には新しい才能をプロデュースするプロジェクト『ART BASE ZERO』をスタートする。
同年12月15日、2025年日本国際博覧会（大阪・関西万博）催事企画プロデューサーに就任が発表。開会式などの催事の計画や催事施設の運営管理を担うことになる。
現在「Dîner en Blanc」「ULTRA JAPAN」など海外のイベントを日本上陸の牽引役の一人として活躍し、それぞれのCreative Directorを務める。また、初年度から各界で大きな話題となった伝統を未来へ紡ぐプロジェクト、未来型花火エンターテイメント「STAR ISLAND」の総合プロデュースも務めた。国内のみならず、サウジアラビアの建国記念日での開催や、80万人が訪れたシンガポールを代表するカウントダウンイベントを開催した。その他、企画アドバイザーとして日の出桟橋の施設「Hi-NODE」を立ち上げるなど、様々な都市開発や地方創生に携わり多岐に渡り活動している。

## 受賞
- 内閣府主催「クールジャパン・マッチングフォーラム2017」審査員特別賞

※ 総合プロデュースした未来型花火エンターテインメント「STAR　ISLAND」の実績が評価
- 「第6回JACEイベントアワード」最優秀賞・経済産業大臣賞（日本イベント大賞）

※ 総合プロデュースした「東京モーターショー2019」で500機のドローンを使用した夜空のスペクタルショー「CONTACT」の実績が評価

## 人物
- 趣味は、サーフィン、食べ歩き、旅行、映像撮影など。また、幼少時からプロ野球選手・岡崎郁の熱烈なファンであり、ジュニア用のモデルグラブを随時持ち歩くほどである。
- 2016年（平成28年）7月11日、4歳年下のファッションデザイナー、荻原桃子と結婚。2017年（平成29年）1月に第1子が誕生した[11]。
- 「1994年頃にジャニー喜多川から誘われ、ジャニーズJr.の研修生としてごく短期間ながらレッスンを受けていた」という噂があったが、小橋本人がTwitterなどで否定した。この噂は、当時テレビ朝日で行われていたジャニーズJr.のレッスンと同じ時刻にテレビ局を出入りする小橋の姿が、Jr.のおっかけファンたちによって度々目撃されていたために生じた話であった。
- 2007年（平成19年）突然休業し、渡米した頃、貯金が底をつき、実家に戻り、鬱の状態だった。肝機能障害が判明し、ほぼ寝たきり生活を送った。現状打破するため30歳の誕生日を自らプロデュースした。これがきっかけとなり、クリエイターになった。音楽フェスなら「音楽」という共通言語を通して感情を交換するように気づきのきっかけになる場を作りたいと考え、イベント制作に携わるようになり、ULTRA JAPANのクリエイターに就任した。マイアミで見たULTRAに感銘を受けて日本に持ち込んだ[12][13]。

## 仕事術
- 2020年東京パラリンピックの閉会式で「ハーモニアス・カコフォニー」を描いた。コンセプトは、すべての違いが輝く街を表現し新しい調和をイメージ。過去最多約4400人が出場し13日間の熱戦に幕を下ろした[12]。
- 東京パラリンピック閉会式のお仕事のお誘いを受けたとき「鳥肌がたった。いや嘘でしょ？このタイミングで？僕？」と思ったという。今回のショーで見せたかったことは「こんな素敵な世界をつくろうよ～」ではなく「見方を変えればすでに素敵な世界はあるんだよ、ってこと。どんな状況に置かれようとも今この瞬間を最大限に楽しみ生きる者として生き生きしてキラキラ輝いている姿です。それだけが残せたらあとは個々の解釈に委ねる」とショーに思いを込めた[14]。
- 社長になる前に東京ガールズコレクションの裏方を経験した。上から目線の芸能人もいたという。小橋は謙虚な気持ちを忘れずに1つ1つの実績を重ねていった[12]。
- 子供の誕生により、新たな感情や感覚に気づき、子供が生まれる前と後で行ける場所が分断されたようで違和感を覚えたという。その経験から観客は座って観るだけでなく、流れる曲に子供が立って踊りだし、大人も引っ張られるスタイルも大切にするようになった[12]。
- プロデューサーに必要な3つは「出会い」「ストック」「違和感」。特に自分が違和感になる存在になることを常に意識している。フランスのエッフェル塔の存在を例にして、突破力の大切を話した[15]。

## 出演
★印は起業後のもの

### バラエティ番組
- パオパオチャンネル （1988年 - 1989年、テレビ朝日） ※芸能界デビュー作
- これがキャイ〜ンだろ!?（フジテレビ）
- 100%キャイ〜ン!（フジテレビ）
- 森田一義アワー 笑っていいとも!（フジテレビ）
- チューボーですよ!（TBS）
- 世界一受けたい授業（日本テレビ）
- ＃ハイ_ポール（フジテレビ）[12] - 西野亮廣と対談★
- サンバリュ（日本テレビ）[12]★
- アウト×デラックス（フジテレビ）[12]★
- ダウンタウンDX（日本テレビ）[12]★
- サンデー・ジャポン（TBS）[12]★

### テレビドラマ
NHK
- 信長 KING OF ZIPANGU（1992年） - 武田信勝 役
- ようこそ青春金物店（1996年） - 平野謙 役
- ちゅらさん（2001年） - 上村文也 役
- 海猿（2002年 - 2003年） - 野島伸也 役
- ハルとナツ 届かなかった手紙（2005年） - 中内金太 役
- 新選組!! 土方歳三 最期の一日（2006年） - 相馬主計 役

日本テレビ系
- もうひとつのJリーグ（1993年）
- 禁じられた遊び（1995年、読売テレビ） - 椎野健太 役
- 家なき子2（1995年） - 岬祥司 役
- 金田一少年の事件簿（1995年） - 有森裕 役
- サイコメトラーEIJI（1997年） - 日比野一馬 役
- ナースマン（2002年） - 小宮山 役
- 乱歩R（2004年、読売テレビ）
- 松本清張スペシャル・共犯者（2006年） - 松本健 役

TBS系
- 人間・失格〜たとえばぼくが死んだら（1994年） - 戸田哲雄 役
- 若葉のころ（1996年） - 松原稔 役
- 青の時代（1998年） - 橋本トシ 役
- L×I×V×E（1999年） - 坂口大樹 役
- モーニング娘。新春! LOVEストーリーズ『伊豆の踊子』（2002年） - 書生 役
- かまいたちの夜（2002年） - 日高俊夫 役
- 四谷くんと大塚くん/天才少年探偵登場の巻（2004年） - 駒田耕平 役
- それは、突然、嵐のように…（2004年） - 杉浦克己 役
- こちら本池上署（2004年） - 広岡正嗣 役

フジテレビ系
- if もしも『打ち上げ花火、下から見るか? 横から見るか?』（1993年） - 林純一 役
- 指輪（1995年、東海テレビ）
- 我慢できない!（1995年、関西テレビ） - 大庭洋 役
- 金曜エンタテイメント
  - 「大家族デカ」（1997年） - 南光二 役
  - 「大家族デカ2」（1998年） - 南光二 役
  - 「寸劇刑事 危機一発!踊るヌイグルミ劇団スナイパーを追え!!」（2004年） - 物部光 役
- Days（1998年） - 君島潤 役
- 鬼の棲家（1999年） - 黒川和之 役
- 慎吾ママドラマスペシャル おっはーは世界を救う（2001年） - 出来内 役

テレビ朝日系
- ミラクル仮面高校生（1995年、ABC）
- しようよ2♡ 女教師ナズナの場合（1996年） - 三浦シュンジ 役
- ガラスの仮面（1997年 - 1999年） - 桜小路優 役
- ふたり（1997年） - 前田哲夫 役
- てっぺん（1999年） - 寺岡賢吾 役
- ツーハンマン（2002年） - 金子幸彦 役
- 土曜ワイド劇場
  - 「おとり捜査官・北見志穂」（2004年） - 佐伯誠 役
- 女刑事みずき〜京都洛西署物語〜（2005年） - 坂井晃 役
- 警視庁捜査一課9係 第4話「強盗ゲーム」（2006年） - 北浦 役
- dele（2018年） - 武藤卓 役

テレビ東京系
- 竜馬がゆく（2004年、テレビ東京） - 水野播磨介 役

### 映画
- 花のズッコケ児童会長（1991年） - 八谷良平（ハチベエ） 役
- 打ち上げ花火、下から見るか? 横から見るか?（1995年） - 林純一 役
- スワロウテイル（1996年） - ホァン 役
- ラストシーン（2002年） - ドクター鮫島 役
- あずみ（2003年） - ひゅうが 役
- ゴジラ FINAL WARS（2004年） - X 役[3]
- 日本以外全部沈没（2006年） - おれ（主人公） 役
- ドリフト/ドリフト2（2006年） - 星川孝之 役
- Imago Mortis（2009年 イタリア・スペイン・アイルランド合作、Stefano Bessoni監督） - オズ 役
- 恋するミナミ（2013年 シンガポール・日本共同製作） - タツヤ 役
- Noise ノイズ（2018年） - 高橋 役

### ラジオ
- INNOVATION WORLD ERA（2020年4月 - 、J-WAVE） - 毎月4週目ナビゲーター
- 松任谷由実のオールナイトニッポン（2021年9月17日、ニッポン放送）[16]
- JAPAN MOVE UP（2022年1月15日、TOKYO FM）[17]
- あさナビ（2022年2月28日 - 3月4日、ニッポン放送）[18]
- 岡田惠和 今宵、ロックバーで〜ドラマな人々の音楽談義〜 第369回（2022年6月19日、NHK-FM）[19]

### Vシネマ
- 恐怖新聞（1996年）

### 舞台
- 王様と私（1990年8月、中日劇場）
- コシノジュンコ'96ファッションショー
- 太陽が死んだ日（1996年） - 若いマルティン役
- HO-BO（2001年）
- オケピ!（2003年）
- 若き日のゴッホ〜ヴィンセント、イン、プリクストン（2003年）
- エデンの東（2005年）
- エブリリトルシング'09（2009年）

### CM
1989年
- 日清食品「カルーチェ」

1990年
- ハウス食品「バーモントカレー」
- 明星食品「鉄板焼そば」
- セガ「ゲームギア」
- 日本公文教育研究会「公文式」
- パールライス[20]
- ミサワホーム
- プリマハム

1991年
- 日本コカ・コーラ「my first coke」
- タカラ（現・タカラトミー）
- ソニー「ハンディカム」

1992年
- 富士通「FM TOWNS」

1993年
- ツクダオリジナル（現・メガハウス）「電動パワーソフトガン」

1994年
- サンヨー食品「サッポロ一番 カップスター」
- ベネッセコーポレーション「進研ゼミ中学講座」
- セガ「スーパー32X」
- サントリー「C.C.レモン」

1998年
- サークルK（現・ファミリーマート）

1999年
- 日本コカ・コーラ「ファンタ」

2000年
- トヨタ自動車「ハイラックスサーフ」

2002年
- ディズニー・オン・アイス
- コジマ

2005年
- P&G「ヴィダルサスーン」

2012年
- キリンビール「キリンラガービール」

### ミュージック・ビデオ
- 槇原敬之「どうしようもない僕に天使が降りてきた」（1996年）

### その他
- ビデオでわかる空間図形 魔界からの挑戦状（進研ゼミ中学講座 1997年1月号）

## ディスコグラフィ

### シングル
- B.B.B.（1996年8月21日） - アニメ『赤ちゃんと僕』オープニングテーマ
- STILL（1996年12月4日）
- Knocking on the door（1997年2月26日）
- once again（1998年2月25日）
- 遠ざかる道（1998年10月21日）
- 君と時を越えたい（1999年5月12日） - フジテレビ系『これがキャイ〜ンだろ!?』エンディングテーマ

### アルバム
- Days（1997年4月23日）

## 書籍
著書
- セカンドID「本当の自分」に出会う、これからの時代の生き方（2019年5月31日、きずな出版）　ISBN 978-4866630779

写真集
- 小橋賢児 PERSONAL BOOK（1995年8月10日、近代映画社）　ISBN 978-4764870789
- 小橋賢児が着る彼のセーター（1996年9月、ブティック社）　ISBN 978-4834710588